# شهرستان کوراوغلو
شهرستان کوراوغلو (به ترکمنی: Görogly etraby، گؤراوْغلیٛ اطرابیٛ) یک شهرستان‌ در ترکمنستان است که در استان داش‌اغوز واقع شده‌است.
سابقا، تا پیش از سال ۲۰۰۲، نام این شهرستان،‌شهرستان تخته (به ترکمنی: Tagta etraby، تاغتا اطرابیٛ) بوده است.

## تقسیمات اداری
شهرستان کوراوغلو شامل یک شهر و چهارده شورای روستایی می‌باشد.
- شهرها (şäherler / شأهرلر)
  - کوراوغلو (Görogly / گؤراوْغلیٛ)

- شوراهای روستایی (oba geňeşlikleri / اوْبا گنگشلیکلری)
  - آق‌سرای (Aksaraý / آق‌سارای)
    - آق‌جرن (Akjeren / آق‌جرن)
    - آق‌دویه‌لی (Akdüýeli / آق‌دوٚیه‌لی)
    - آق‌سرای (Aksaraý / آق‌سارای)
    - ‌ ایلامان (Ilaman / ایلامان)
    - ‌ طلبه (Tebele / طلبه)
    - قره‌میق‌لی (Garamykly / قارامیٛق‌لیٛ)
    - گورالده (Görelde / گؤرالده)

  - ایزمیق‌شیر (Yzmykşir / ایٛزمیٛق‌شیر)
    - تازه‌اویلی (Täzeöýli / تأزه‌اؤیلی)
    - خواجه‌یاپ (Hojaýap / حوْجایاپ)
    - غلام‌قلعه (Gulamgala / غوُلام‌قالا)
    - قالقینیش (Galkynyş / قالقیٛنیٛش)
    - مایه‌بطن (Maýabatan / مایاباطان)
    - ینبکچی (Ýenbekçi / ینبکچی)

  - آناقلیچ عطایف (Annagylyç Ataýew adyndaky / آناقیٛلیٛچ عطایف آدیٛنداقیٛ)
    - آناقلیچ عطایف (Annagylyç Ataýew adyndaky / آناقیٛلیٛچ عطایف آدیٛنداقیٛ)
    - بش‌آتلی (Bäşatly / بأش‌آتلیٛ)
    - خان‌قلعه (Hangala / حان‌قالا)
    - شوریاپ (Şorýap / شوْریاپ)
    - گول‌لی (Gölli / گؤل‌لی)

  - بالش عوضوف (Balyş Öwezow adyndaky / بالیٛش عؤوضوف آدیٛنداقیٛ)
    - تازه (Täze / تأزه)
    - دولت‌لی (Döwletli / دؤولت‌لی)
    - قلعه‌لی (Galaly / قالالیٛ)
    - قوشچی آرازقلیچوف (Goşşy Arazgylyjow adyndaky / قوْششیٛ آرازقیٛلیٛجوف آدیٛنداقیٛ)
    - وکیل‌قلعه (Wekilgala / وکیل‌قالا)

  - بدیرکند (Bedirkent / بدیرکنت)
    - ادرمن (Edermen / ادرمن)
    - قرق‌قیز (Kyrkgyz / قیٛرق‌قیٛز)
    - ینگی‌یاپ (Ýaňyýap / یانگی‌یاپ)

  - برکت (Bereket / برکت)
    - ازون‌قویی (Uzynguýy / اوُزوُن‌قوُییٛ)
    - ایلغین‌لی (Ýylgynly / ییٛلغیٛن‌لیٛ)
    - چهارباغ‌لی (Çarbagly / چارباغ‌لیٛ)
    - درک‌لی‌یاپ (Derekliýap / درک‌لی‌یاپ)
    - شورتپه (Şordepe / شوْردپه)
    - ‌قیون‌لی (Goýunly / قوْیوُن‌لیٛ)
    - یاغتی‌لیق (Ýagtylyk / یاغتیٛ‌لیٛق)

  - ترکمنستان (Türkmenistan  / توٚرکمنیستان)
    - آلمه‌آتشان (Almaatyşan / آلماآتیٛشان)
    - دهقان‌یاپ (Daýhanýap / دایحان‌یاپ)
    - کرپیچ‌لی (Kerpiçli / کرپیچ‌لی)

  - ترکمن‌یولی (Türkmenýoly / توٚرکمن‌یوْلیٛ)
    - چانگلی‌یاپ (Çaňlyýap / چانگلیٛ‌یاپ)
    - قره‌ییق‌ (Garaýyk / قاراییٛق)
    - کسه‌یاپ (Keseýap / کسه‌یاپ)
    - گوکچه (Gökje / گؤکچه)

  - خدوک مرادوف (Hüdük Myradow adyndaky / حوٚدوٚک میٛرادوف آدیٛنداقیٛ)
    - آلتین‌گول (Altyngöl / آلتیٛن‌گؤل)
    - آیلاق‌یاپ (Aýlakýap / آیلاق‌یاپ)
    - بدیرکند (Bedirkent / بدیرکنت)
    - بوزگومن (Buzgömen / بوُزگؤمن)
    - تامدیرلی (Tamdyrly / تامدیٛرلیٛ)
    - یدی‌یاپ (Ýediýap / یادی‌یاپ)

  - دوردی قلیچ (Durdy Gylyç adyndaky / دوُردیٛ‌قیٛلیٛچ آدیٛنداقیٛ)
    - بش‌جغیر (Bäşjykyr / بأش‌جیٛغیٛر)
    - دویه‌بوئین (Düýeboýun / دوٚیه‌بوْیوُن)
    - دیرگلی یکم (Birinji Diregli / بیرینجی دیرگ‌لی)
    - دیرگ‌لی دوم (Ikinji Diregli / ایکینجی دریگ‌لی)
    - قره‌قلاق (Garagulak / قاراقوُلاق)

  - زمان (Zaman / زامان)
    - آق‌تپه (Akdepe / آق‌دپه)
    - اولیاءبویی (Öwlüýäboýy / اؤولوٚیأبوْییٛ)
    - بختیارلیق (Bagtyýarlyk / باغتیٛیارلیٛق)
    - تازه‌یول (Täzeýol / تأزه‌یوْل)

  - قره‌قوم (Garagum / قاراقوُم)
    - دامله (Damla / داملا)
    - قرق‌قویی (Kyrkguýy / قیٛرق‌قوُییٛ)
    - قره‌یانیق (Garaýanyk / قارایانیٛق)

  - مختوم‌قلی (Magtymguly adyndaky / ماغتیٛم‌قوْلی آدیٛنداقیٛ) 
    - آق‌گول (Akgöl / آق‌گؤل)
    - آگوی (Agöý / آگؤی)
    - تمچ (Temeç / تمچ)
    - خطرتام (Hatartam / حاطارتام)
    - داش‌لی (Daşly / داش‌لیٛ)
    - دوودان (Döwdan / دؤودان)
    - نظرقلی (Nazarguly / ناظارقوُلیٛ)
    - یاشلیق (Ýaşlyk / یاشلیٛق)
    - ‌ یالقیم (Ýalkym / یالقیٛم)

  - یاغتی‌لیق (Ýagtylyk / یاغتیٛ‌لیٛق)
    - آته‌لیق (Atalyk / آتالیٛق)
    - ایزمیق‌شیر (Yzmykşir / ایٛزمیٛق‌شیر)
    - آق‌قویی (Akguýy / آق‌قوُییٛ)
    - بوئین‌باش (Boýunbaş / بوْیوُن‌باش)
    - قراق‌لی (Garakly / قاراق‌لیٛ)
    - قوملی‌تپه (Gumlydepe / قوُملیٛ‌دپه)